# Milan-San Remo 1962
La 53e édition de la course cycliste, Milan-San Remo a eu lieu le 19 mars 1962 et a été remportée par Emile Daems. Il s'est imposé en solitaire.

## Classement final
|    | Cycliste         | Équipe                 | Temps           |
| -- | ---------------- | ---------------------- | --------------- |
| 1  | Émile Daems      | Philco                 | 6 h 48 min 06 s |
| 2  | Yvo Molenaers    | Carpano                | + 1 min 15 s    |
| 3  | Louis Proost     | Carpano                | + 1 min 19 s    |
| 4  | Willy Schroeders | Flandria-Faema-Clement | + 1 min 19 s    |
| 5  | Diego Ronchini   | Ghigi                  | + 1 min 19 s    |
| 6  | Carlo Brugnami   | Philco                 | + 1 min 19 s    |
| 7  | Guido Carlesi    | Philco                 | + 1 min 35 s    |
| 8  | Robert Seneca    | Solo-Van Steenbergen   | + 1 min 35 s    |
| 9  | Bruno Mealli     | Ignis                  | + 1 min 35 s    |
| 10 | Antonio Bailetti | Carpano                | + 1 min 35 s    |